# 片山楽生
片山 楽生（かたやま らいく、2002年10月7日 - ）は、北海道河東郡音更町出身のプロ野球選手（投手）。右投左打。オリックス・バファローズ所属。

## 経歴

### プロ入り前
音更町立柳町小学校2年生のときに『柳町イーグルス』で野球を始め、6年時はエース兼遊撃手の1番打者として全道少年大会十勝支部大会で4位となり、道大会を経験した。音更町立共栄中学校では軟式野球部に所属し、3年夏はエースとして同校史上初の全日本少年軟式大会に出場し、ベスト4まで勝ち上がった。
白樺学園高校では1年秋からベンチ入り。打力もあったことから、2年夏は一塁手がメインであったが、新チームでは投手に戻り、エースで4番打者を務めた。2年秋にチームは全道大会で初優勝を果たしたが、片山自身は4登板で防御率6.05。同大会終了後に投球フォームを変更すると、明治神宮大会ではチーム史上初出場初勝利を含むベスト4まで勝ち上がった。翌2020年の春先には最速148km/hを計測し、前述の全道大会優勝により、同年春の甲子園大会にも初出場が決まっていたが、新型コロナウイルスの影響で大会中止。その後もコロナ禍により、前述の明治神宮大会から215日も実戦から離れ、3年夏は甲子園大会およびその出場権を懸けた地方大会が中止となり、独自代替大会（北北海道）ではクラークとの初戦で1回1/3を投げて5失点を喫し、チームも敗れた。9月7日にプロ志望届を提出したものの、10月26日に開催されたドラフト会議では指名漏れ。その後、NTT東日本への入社が内定し、同社硬式野球部では初の高卒選手となった。
NTT東日本では1年目から二大大会を経験。夏の日本選手権準決勝で最速151km/hを計測し、1回2奪三振無失点で二大大会デビューを果たすと、秋の都市対抗2回戦では二大大会初先発となり、5回1/3を1失点に抑えた。
2年目も二大大会に出場し、夏の都市対抗はベスト4、秋の日本選手権では準優勝。また、2022年10月13日から開催された第4回WBSC U-23ワールドカップに日本代表として出場し、スーパーラウンド最終戦のメキシコ戦に先発して5回ノーヒットに抑えた。
ドラフト解禁となった3年目は都市対抗にも日本選手権にも出場できず、二大大会どちらも出場を逃すのはチーム史上16年ぶりという屈辱を味わった。ただ、個人としては2023年12月3日から開催された第30回BFAアジア選手権に日本代表として出場し、オープニングラウンドで2試合に登板した。
4年目は都市対抗東京都二次予選で1試合に登板し、チームは2年ぶりの本大会出場を果たしたが、1回戦で敗退し、片山の登板機会は無かった。

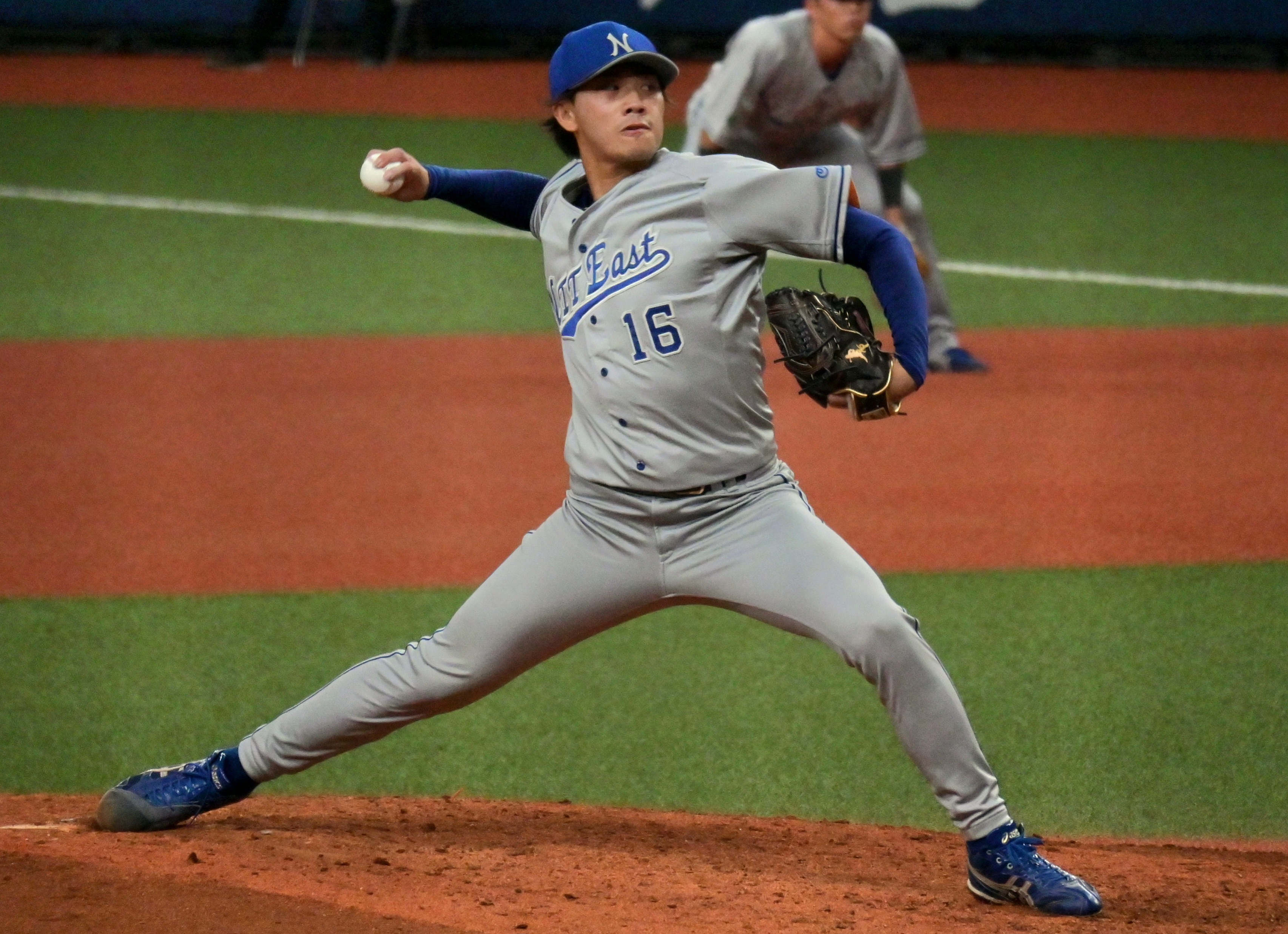
2024年10月29日 京セラドーム大阪

2024年10月24日に開催されたドラフト会議にて、オリックス・バファローズから6位指名を受けた。指名後に出場した日本選手権でチームは2回戦敗退であったが、片山はマツゲン箕島との1回戦で1回無失点、トヨタ自動車との2回戦で3回2/3を無失点と好投した。11月19日にオリックスと契約金3500万円・年俸800万円（金額はいずれも推定）で仮契約を締結。同29日には新人選手入団発表記者会見が行われ、背番号は49と発表された。担当スカウトは岡﨑大輔。

## 選手としての特徴
糸を引くようにミットに吸い込まれていくストレートは最速151km/hを計測。その球質について本人は「ホップ成分が大きいんです」と話す。変化球はスライダー、チェンジアップ、カーブ、カットボール、フォークを投じる。

## 詳細情報

### 記録

#### 初記録
投手記録
- 初登板：2025年4月16日、対埼玉西武ライオンズ2回戦（京セラドーム大阪）、8回表に4番手で救援登板・完了、2回1失点[34]
- 初奪三振：同上、9回表に西川愛也から空振り三振
- 初勝利：2025年8月1日、対北海道日本ハムファイターズ16回戦（京セラドーム大阪）、8回表に2番手で救援登板・完了、2回無失点[35]

### 背番号
- 49（2025年[29] - ）